# Кустовка (река, впадает в Берингово море)
Кустовка — река в России, на северо-востоке Камчатского края.
Длина реки — 43 км. Протекает по территории Олюторского района Камчатского края. Впадает в Берингово море (лиман Мачевна).

## Данные водного реестра
По данным государственного водного реестра России относится к Анадыро-Колымскому бассейновому округу.
Код объекта в государственном водном реестре — 19060000212120000002167.